# Volkseigener Erfassungs- und Aufkaufbetrieb
Der Volkseigene Erfassungs- und Aufkaufbetrieb (VEAB) war ein Handelsbetrieb in der DDR. Seine Hauptaufgabe bestand im Ankauf von landwirtschaftlichen Planmengen (Erfassung) an Nahrungsgütern für die Versorgung der Bevölkerung und im Aufkauf von darüber hinaus erzeugten Mengen (freie Spitzen) von den landwirtschaftlichen Betrieben.S. 56

## Geschichte
Gemäß Anordnung vom 29. März 1949 Nr. 45 und Verordnung vom 14. Dezember 1950 Nr. 46 wurden Volkseigene Erfassungs- und Aufkaufbetriebe eingerichtet, die mit ihren Bezirks- und Kreiskontoren in der „Vereinigung der Volkseigenen Erfassungs- und Aufkaufbetriebe“ (VVEAB) zusammengeschlossen wurden.S. 56

## Aufgabe, Organisation

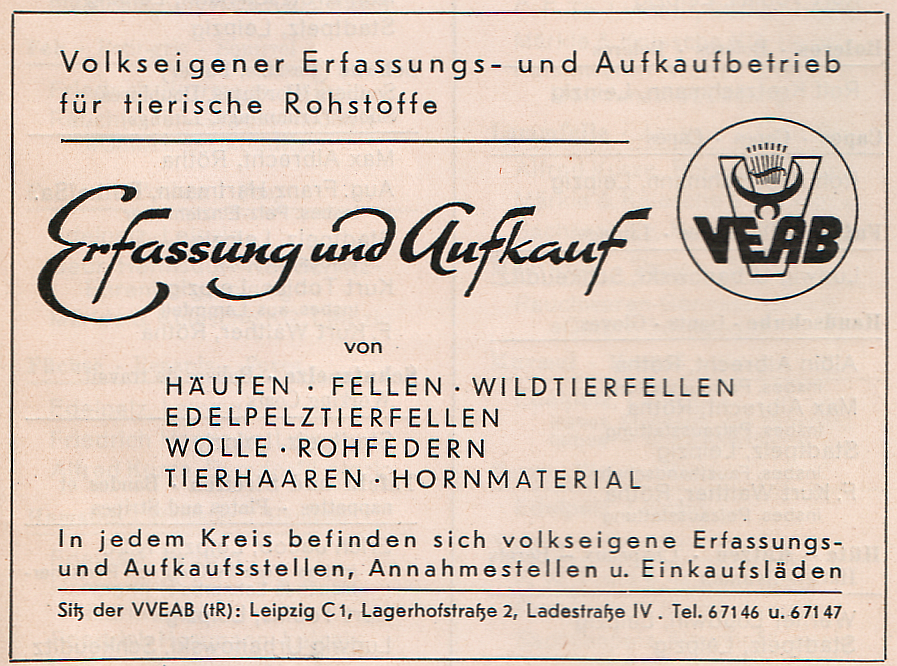
Anzeige von 1957

Die VEAB schlossen langfristige Lieferverträge mit den Landwirtschaftsbetrieben.S. 133 Sie basierten auf Prognosen der Bedarfsentwicklung der DDR-Bevölkerung und banden die Betriebe. Die darin festgelegten Planmengen stellten durchaus Ablieferungssollmengen bzw. Pflichtmengen dar.
Einzelne VEAB spezialisierten sich auf bestimmte landwirtschaftliche Produkte, z. B. tierische Rohstoffe (siehe Foto).
Die VEAB unterhielten in allen Kreisen Erfassungs-, Aufkauf- und Annahmestellen sowie Einkaufsläden.
Durch die VEAB sollten in den schweren Nachkriegsjahren und auch danach Spekulation, Hortung, Schmuggel von Nahrungsgut und allgemein die unkontrollierte freie Betätigung des privaten Landwarenhandels ausgeschaltet werden. Sie waren mit weitgehenden Vollmachten zur Eintreibung der Ablieferungssollmengen ausgestattet.S. 57
Die VEAB drängten den Marktanteil der Raiffeisengenossenschaften als „abnehmende Hand“ zurück. Eine Rolle spielte dabei das doppelte Preissystem (Trennung von Ablieferungssoll und „freie Spitzen“).
Der Direktor eines VEAB war Mitglied im jeweiligen Kreislandwirtschaftsrat, dem die örtlichen LPG, VEG, zwischenbetriebliche Einrichtungen und industrielle Tiermastanlagen unterstellt waren.
Die Verteilung der Natural- und Gelderträge erfolgte bei den Genossenschaften z. B. nach folgendem Verfahren: Vom gesamten Naturalertrag waren – vor der Verteilung an ihre Mitglieder – zur Befriedigung der Bedürfnisse und Verpflichtungen der Genossenschaft die notwendigen Anteile prioritär bereitzustellen für 
1. die Pflichtablieferungen und Vertragslieferungen an die VEAB;
2. den Eigenverbrauch des Betriebes zur Produktionserneuerung (Saatgutfonds, Futtermittelfonds);
3. die Freiverkäufe („freie Spitzen“) an die VEAB.[1]S. 89

## Beispiele für landwirtschaftliche Betriebe in der DDR
- Landwirtschaftliche Produktionsgenossenschaft (LPG)
- Volkseigenes Gut (VEG)
- Kooperative Abteilung Pflanzenproduktion (KAP)
- private Landwirte